# Bowdre Township (Illinois)
Bowdre Township est un township du comté de Douglas dans l'Illinois, aux États-Unis,. 